# Ендрю Берд (веслувальник)
Ендрю Берд (англ. Andrew Bird, 17 березня 1967) — новозеландський академічний веслувальник.
Бронзовий призер Олімпійських Ігор 1988 року в складі розпашної четвірки зі стерновим.
Срібний призер Чемпіонату світу 1986 року в складі розпашної четвірки зі стерновим.